# Ґрунти Полтавської області

Ґрунтовий покрив Полтавської області

У ґрунтовому покриві Полтавської області переважають чорноземи (переважно на вододілах під степами) і Опідзолені ґрунти (під лісами). Так 92 % всіх орних земель і 84% всіх сільськогосподарських угідь території Полтавщини знаходиться на різних видах черноземів. А серед чорноземів, у свою чергу, переважають чорноземи типові (включаючи їх залишково-солонцюваті й вилугувані відмінності), що займають 2/3 площі орних земель. Ці ґрунти багаті на гумус (80…. 120 см), який формувався завдяки великій кількості відмерлої рослинності та глибокій проникності вологи. На цих ґрунтах щорічно панували лучні степи. Шар чорнозему досить сильно переритий землерийними тваринами. Верхня його частина має агрономічно цінну зернисто-грудочкувату структуру, яка забезпечує оптимальне мінеральне живлення рослин.
Ґрунти Полтавської області формувалися у помірному кліматі з майже оптимальним зволоженням; переважно на лісових карбонатних пухких породах, які вирізняються багатим мінеральним складом і мають гарні фізико-хімічні властивості; лучно-степовою і степовою рослинністю на слабо дренованих вододілах і терасах, та широколистяно-лісовою рослинністю на подрібнених правобережжях річок; на півдні області характерне неглибоке залягання ґрунтових мінералізованих вод, на півночі − промивний водний режим; під впливом давнього господарського освоєння.

## Залежність ґрунтів від клімату
Залежність ґрунтового покриву від зміни клімату в найбільшій мірі проявляється на лісових вододільних рівнинах (із північного заходу на схід і південний схід області). Середньогумусні відмінності чорноземів із вмістом гумусу понад 6% поширені на схід від долини Ворскли, а малогумусні (до 6% гумусу) − на захід від неї.
На південному сході Полтавщини чорноземи типові лісостепу поступово переходять в чорноземи звичайні північного степу (у південних частинах Новосанжарського, Машівського, Карлівського, Кобеляцького районів). Ці ґрунти родючі, але розвивались в умовах більшого дефіциту зволоження, тож потребують зрошення. Гумусований профіль їх менш потужний (70… 100 см).

## Залежність ґрунтів від рельєфу
Прикладом залежності ґрунтового покриву від рельєфу є розташування опідзолених ґрунтів. В наш час вони займають площі під широколистяними лісами, а також 6,5% орних земель області (на місці вирубаних лісів). Ці ґрунти сформувалися переважно біля крутих правих берегах річкових долин. На найкрутіших бровках корінних схилів вузькими смужками зустрічаються ясно-сірі, далі, ближче до вододілів їх змінюють сірі лісові ґрунти. Під ділянками, де ліс в вологіші епохи витісняв формувались спочатку опідзолені чорноземи, а потім їх змінювали темно-сірі лісові ґрунти. Негативною рисою цих ґрунтів є «запливання» після дощів.
На ділянках, де опідзолені чорноземи (рідше − темно-сірі ґрунти) впродовж кількох сотень років перебували під землеробською культурою, сформувались реградовані чорноземи. За умовами для вирощування озимої пшениці опідзолені й реградовані чорноземи є найсприятливішими ґрунтами.
Іншим прикладом впливу рельєфу на ґрунтовий покрив є розташування різною мірою засолених ґрунтів (біля третини площі орних земель і сільськогосподарських угідь). За цим показником Полтавщина виділяється серед інших лісостепових областей. Найбільші масиви солонцюватих ґрунтів поширені на півдні області. Вони приурочені до широких древніх терас Дніпра, понизь Сули, Удаю, Ворскли, Псла, а також до западин на не дренованих вододільних рівнинах, в умовах близького залягання мінералізованих ґрунтових вод. Їх реакція лужна, що перешкоджає вирощуванню картоплі, пшениці та інших культур. Дещо краще зростають на цих ґрунтах кукурудза, горох, деякі кормові культури. Найбільшу площу серед них займають чорноземи залишково-солонцюваті і слабо-солонцюваті (27% площі орних земель). У комплексі з ними поширені солонцюваті види ґрунтів (наприклад, чорноземи солонцюваті), солонці та солоді.

## Залежність ґрунтів від зволоження
Велика мозаїчність ґрунтового покриву лесових терас та низьких вододілів зумовлена відмінностями умов зволоження, рівня залягання ґрунтових вод. Так, у степових блюдцях півдня області від верхньої частини до днина зміни ґрунтів ідуть в напрямку: чорноземи типові залишково-солонцюваті → лучно-чорноземні солонцюваті ґрунти → солонці солончакові → содові солончаки → солоді (глибина залягання ґрунтових вод − до 2 м).

## Склад
На заплавах і низьких терасах долин річок велика мозаїчність ґрунтів зумовлена не тільки складним мікрорельєфом, різним характером зволоження (поверхневого і підземного), але й складом гірських порід. Так на піщано-глинистих давньо-алювіальних відкладах перших надзаплавних терас сформувалися дерново-підзолисті ґрунти під сосновими і мішаними лісами, характерними для Полісся. У південній частині Полтавщини на цих відкладах поширені дерново-борові і дернові ґрунти. Всі вони мало придатні для землеробства.
На заплавах річок та днищах балок приурочені (по мірі підвищення рівня ґрунтових вод) змінюються: лучно-чорноземні, лучні, лучно-болотні, болотні і торфово-болотні, іноді − низинні торфовища. Останні найбільше поширені в долинах Оржиці, Удаю, Сули, Хоролу.

## Родючість
Підвищення родючості ґрунтів Полтавщини потребує заходів по їх меліорації (покращенню водного режиму; структури; усуненню несприятливих для рослинності фізико-хімічних властивостей; засоленості, надмірної кислотності тощо), та по охороні від прискореної ерозії, дефляції, хімічного забруднення.
Якість ґрунтів є найважливішим чинником при оцінці земельних ресурсів територій. За 100-бальною шкалою середня якість ґрунтів Полтавщини становить 65 балів (по Україні — 60 балів). За цим показником Полтавщина поділяє 6-7 місце (на рівні з Хмельниччиною, після Черкаської, Чернівецької, Тернопільської, Вінницької, Кіровоградської областей).
Загальна площа земельних ресурсів Полтавщини становить 2,875 млн га, з яких 2,183 млн га припадає на землі сільськогосподарського призначення (майже 78%).

## Розораність земель
Орні землі займають 1,759 млн га. Середня розораність становить 61,2% території Полтавщини, або 80,6% від площі сільськогосподарських угідь що суттєво більше, ніж у середньому в Україні. Орні землі (агроландшафти) найбільшу площу займають у Гребінківському районі (понад 78% від усієї його території), найменшу − в Кременчуцькому й Глобинському районах (близько 50%). Найменша розораність характерна як для крайніх південних районів (що зумовлено засоленістю ґрунтів), так і крайніх північних районів області — Котелевського, Чорнухинського, Гадяцького (що зумовлено значною еродованістю земель). Велика розораність Гребінківського й Оржицького районів головним чином пов'язана з їх плоским рельєфом, зручним для обробки земель, а Машівського й Карлівського районів — з рівнинністю поверхні у поєднанні з високою родючістю ґрунтів. Середня забезпеченість орними землями на 1 жителя Полтавщини становить 1,15 га (на 2007 рік), що у півтора рази вище, ніж у середньому по Україні.
Під сіножатями зайнято 157 тис. га (5,47% від площі усіх земельних угідь області або 7,2% від площі сільськогосподарських угідь); під пасовищами — 190 тис. га (6,62% від площі усіх земельних угідь або 8,7% від площі сільськогосподарських угідь). Багаторічні насадження становлять 3,4% від площі сільськогосподарських угідь і 2,2% площі області. Сіножаті й пасовища розташовані переважно на заплавах річок і в балках.

## Екологічні проблеми
Надмірна сільськогосподарська освоєність і велика частка орних земель зумовлюють основні екологічні проблеми, пов'язані із землеробством. На Полтавщині у різній мірі деградовано 79% сільськогосподарських угідь і 75,5% орних земель (у тому числі 9,4% − сильно деградовані).
Основною причиною деградації ґрунтів є прискорена водна та вітрова ерозія (дефляція), як наслідок розташування орних земель на схилах понад 2º (16% ріллі), а також застосування еколого-небезпечної техніки та технології тощо. За даними інституту «Полтаваземпроект», в області 82,5 тис. га дефляційно- та 238,7 тис. га ерозійно-небезпечних земель.
За даними вчених Полтавської державної аграрної академії, урожаї пшениці на сильно змитих ґрунтах (близько 8 тис. га) знижується на 50 — 60% у порівнянні з незмитими. Загальний об'єм ґрунту, еродованого з орних земель, щорічно перевищує 7 млн т, або 3,5 тонн з га, що є показником, нижчим за середній по Україні (15 т/га).
Найбільшу площу еродованої землі займають в північних районах — Гадяцькому, Чорнухинському, Зіньківському, Лохвицькому (31…50% сільськогосподарських земель).
Для боротьби з ерозією застосовується комплекс заходів, відомих під назвою «контурно-меліоративне землеробство» (планування полів відповідно до контурів ландшафтів і впровадження для кожного контуру оптимальних меліоративних заходів і систем землеробства). Зокрема, на ерозійно-небезпечних землях застосовується відвальна оранка відвальних схилів; вирощування багаторічних трав із смугами (20…70 м) просапних культур, щілювання (яке одночасно зберігає до 750 м3 води на га); залуговування дуже еродованих земель, терасування схилів і обвалування вершин ярів, створення полезахисних протиерозійних лісосмуг. Чималий протиерозійний ефект дає безвідвальна обробка ґрунту. Разом ці заходи наполовину зменшують ерозію (потенціальні втрати ґрунту).
Ерозія є однією з основних причин порушення структури ґрунтів, зменшення вмісту гумусу, елементів мінерального живлення рослин. Так, у чорноземах типових середньо-гумусних вміст гумусу сягав 6…10% (зараз 3…5%). Їх структура була зернисто-грудочкова (зараз − пилувата, що зумовлює пересихання у ущільнення ґрунтів). Для компенсації втрат гумусу необхідне внесення до 8…10 т гною; заорювання у ґрунт частин рослинної маси; внесення нормованої кількості мінеральних добрив.
Проблемою останніх десятиліть стала хімічна забрудненість ґрунтів. Так, при застосуванні авіації до 70% маси отрутохімікатів не досягало цілі. Великою проблемою є забруднення культурної рослинності та ґрунтів пестицидами, азотними добривами (розкладання яких зумовлює утворення нітратів) тощо.

## Меліорація
Підвищення продуктивності землеробства не можливе без меліорації (комплексу заходів щодо покращення родючості земель). Застосовують різні види меліорації. Так, на початок 1990-х років водні меліорації проводилися на площі 88,44 тис. га (4,3% сільськогосподарських угідь). У тому числі осушувалися 31,4 тис. га заболочених та перезволожених земель (переважно на заході області), зрошувалося 57,04 тис. га (в основному у Глобинському, Кременчуцькому, Кобеляцькому, Машівському, Новосанжарському районах — на півдні області).
В області близько 550 тис. га орних земель (31,4% їх загальної площі), які потребують хімічної меліорації. З них 318 тис. га — кислі ґрунти (на півночі області). Для зменшення кислотності слід використовувати вапнякове борошно і дефекат. 226 тис. га орних земель у різній мірі солонцюваті і засолені (переважно на півдні Полтавщини). Для їх меліорації використовують гіпс, фосфогіпс, сірчанокисле залізо.
Фітомеліоративний ефект полезахисних смуг (понад 2,5 тис. га) полягає у підвищенні урожаю зернових на 2…3 ц/га, а зеленої маси — на 20…30 ц/га.
Таким чином для Полтавщини характерні відносно невеликі площі земель, які потребують водних меліорацій; але значні площі підлягають хімічним меліораціям, покращення умов мінерального живлення рослин.
На практиці різні види меліорації та протиерозійних заходів носять комплексний характер (наприклад: зрошення, гіпсування, внесення комплексних міндобрив і органіки тощо). Перелічені заходи у поєднанні з селекційною роботою, впровадженням засобів захисту рослин повинні зумовлювати зростання продуктивності землеробства.

## Поширення ґрунтів та умови формування ґрунтового покриву Полтавщини
| №  | Ґрунти                                                                          | Умови формування | Умови формування                                                     | Характеристика профілю     | Характеристика профілю                 |
| №  | Ґрунти                                                                          | Рельєф, умови зволоження, материнська гірська порода | Рослинність                                                          | властивості гумусного шару | властивості гумусного шару             |
| №  | Ґрунти                                                                          | Рельєф, умови зволоження, материнська гірська порода | Рослинність                                                          | вміст гумусу               | рН                                     |
| 1  | Чорноземи типові мало- і середньо-гумусні глибокі                               | Помірно дреновані лесові вододіли і високі лесові тераси | Під лучними степами                                                  | 3,8%-6,2%                  | 5,9-6,7                                |
| 2  | Чорноземи залишково-солонцюваті потужні; солонцюваті; солончакуваті і осолоділі | Слабо дреновані лесові тераси Дніпра і низькі вододіли на пд. області з неглибоким сучасним, або давнім (для залишково-солонцюватих) рівнем мінералізованих ґрунтових вод     | Під лучними і галофітними степами                                    | 3,7%-4,4%                  | 6,1-6,9 верхній шар 6,9-7,2 нижній шар |
| 3  | Чорноземи звичайні                                                              | Дреновані і слабо дреновані лесові вододіли, пологі схили пд.-сх. частини області                                                                                             | Під різнотравно-типчаково-ковиловими степами                         | 4,6%-5,9%                  | 6,3-7,0                                |
| 4  | Сірі лісові та інші опідзолені ґрунти                                           | Переважно лесові розчленовані і дуже розчленовані рівнини в прирічкових смугах                                                                                                | Під широколистяними лісами і чагарниками                             | 1,6%-4,0%                  | 5,8-6,2                                |
| 5  | Лучно-чорноземні солонцюваті, місцями осолоділі                                 | На зниженнях лесових терас Дніпра, днищах балок, в умовах неперіодичного підпору мінералізованих вод (2-3,5 м); осолоділі — в степових блюдцях                                | Під лучними степами і остепненими галофітними луками                 | 4,3%-5,6%                  | 6,7-7,4 (7,3-7,6 у горизонті В)        |
| 6  | Лучні (в тому числі солонцюваті) і алювіальні лучні                             | Центральні заплави річок, притерасні зниження, днища балок на лесах, делювії, алювії в умовах постійного капілярного зв'язку з підґрунтовими водами неглибокого рівня (1-3 м) | Під справжніми (різнотравно-осоково-злаковими) та галофітними луками | 3,1%-5,3%                  | 6,7-7,4 (7,3-7,6 донизу)               |
| 7  | Лучно-болотні, більшою мірою солонцюваті                                        | Заплави, западини терас, днища, балок в умовах додаткового поверхневого та близького ґрунтового зволоження (1-1,5 м)                                                          | Під заболоченими луками                                              | 5,0%-5,9%                  | 7,2                                    |
| 8  | Болотні; торфувато- і торфово-болотні                                           | Там же, в умовах постійного ґрунтового чи поверхневого перезволоження | Під низинними переважно очеретовими болотами                         | 6,0%-10%                   | 7,1-7,2                                |
| 9  | Торфовища                                                                       | В заплавах Сули, Удаю, Оржиці | Під низинними переважно очеретовими болотами                         | торф                       | кислі                                  |
| 10 | Дерново-підзолисті                                                              | Борові тераси | Під давніми сосновими і мішаними лісами                              | 0,7%-1,3%                  | 5,3-6,0                                |